# Алентаун (Флорида)
Алентаун (енгл. Allentown) насељено је место без административног статуса у америчкој савезној држави Флорида.

## Демографија
По попису из 2010. године број становника је 894.
| Група             | 2000.    | 2010.       |
| Белци             | 0 (0,0%) | 825 (92,3%) |
| Афроамериканци    | 0 (0,0%) | 16 (1,8%)   |
| Азијати           | 0 (0,0%) | 3 (0,3%)    |
| Хиспаноамериканци | 0 (0,0%) | 17 (1,9%)   |
| Укупно            | 0        | 894         |